# Olivier de Puymanel

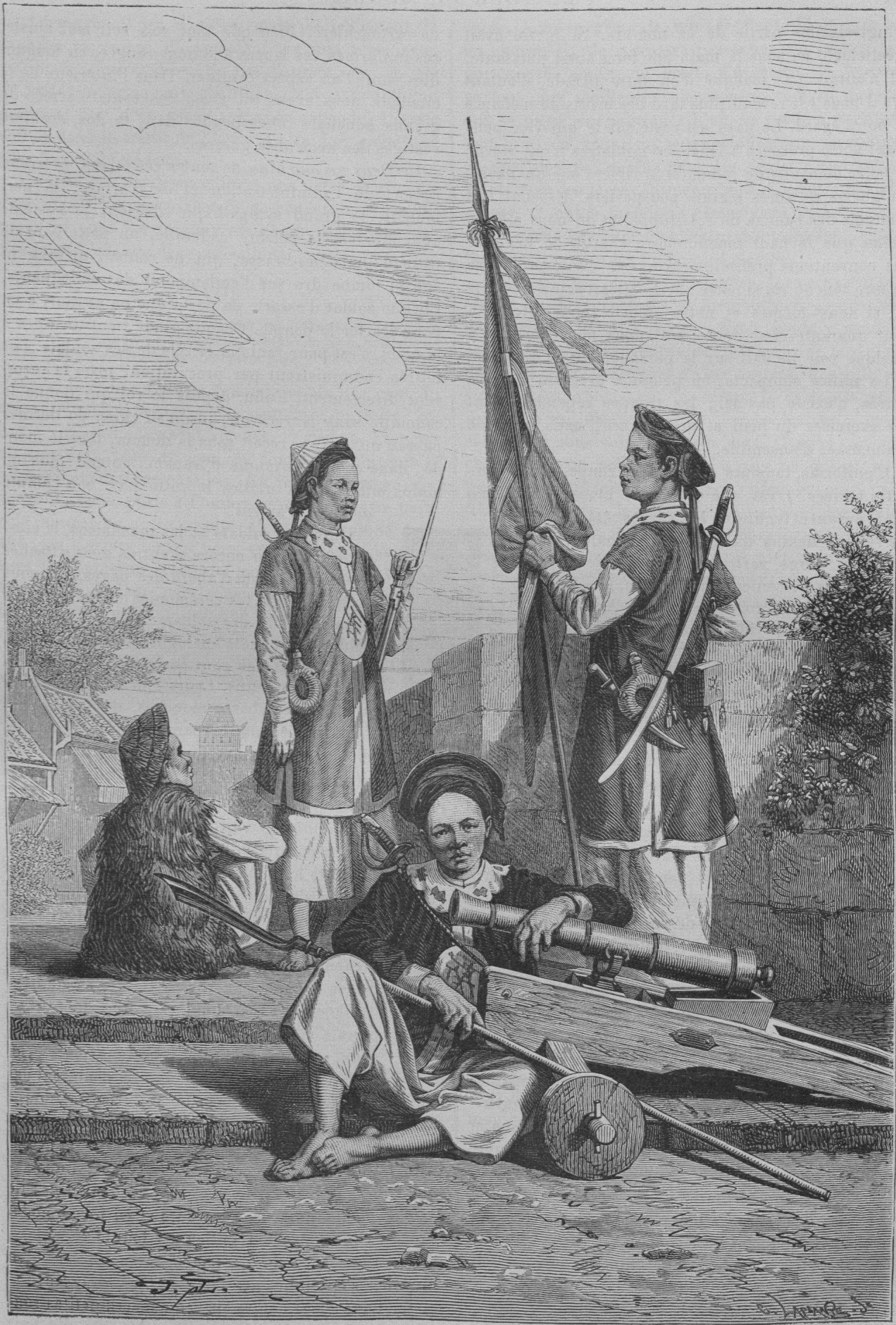
Các "Tirailleur" thời nhà Nguyễn.

Victor Olivier de Puymanel (1768-1799, tên tiếng Việt là Nguyễn Văn Tín) là một sĩ quan công binh và hải quân, một nhà phiêu lưu người Pháp, người có một vai trò khá quan trọng trong lịch sử Việt Nam. Ông đóng vai trò chủ chốt trong việc người Pháp giúp hiện đại hóa lực lượng của Nguyễn Ánh.
Olivier de Puymanel sinh tại Carpentras. Ông là một người tình nguyện hạng hai trên chiến thuyền Pháp Dryade. Năm 1788 ông bị bỏ rơi ở Pulo Condor. Sau đó ông được Giám mục Pigneau de Behaine vận động tham gia vào lực lượng tình nguyện của người Pháp giúp Nguyễn Ánh.
Olivier de Puymanel là người giám sát thi công tòa thành Bát Quái theo thiết kế phong cách Vauban của kỹ sư người Pháp Théodore Lebrun.
Ông còn huấn luyện các lực lượng người việt cách thức sử dụng hỏa khí hiện đại và đưa phương pháp tiến hành chiến tranh bộ binh châu Âu vào trong lực lượng của Nguyễn Ánh. Năm 1792, Oliver de Puymanel chỉ huy 600 quân được huấn luyện qua kỹ thuật quân sự châu Âu.. ông còn là người xây dựng Diên Khánh để phòng thủ chống Tây Sơn cùng với Pigneau de Behaine và hoàng tử Cảnh. Năm 1793, ông tham gia vào cuộc tấn công giành lấy Nha Trang của quân Nguyễn.
Puymanel được ghi nhận là đã huấn luyện cho hơn 50.000 quân Nguyễn, còn Jean Marie Dayot thì lo về thủy quân. Kết quả của nó là việc du nhập kỹ thuật quân sự Châu Âu vào Việt Nam.
Olivier de Puymanel mất năm 1799 tại Malacca.